# In den Subraum entführt
In den Subraum entführt (Originaltitel: Schisms) ist die fünfte Folge der sechsten Staffel der US-amerikanischen Science-Fiction-Fernsehserie Raumschiff Enterprise – Das nächste Jahrhundert. Sie wurde in den Vereinigten Staaten über Syndication vermarktet und erstmals am 19. Oktober 1992 auf verschiedenen Fernsehsendern ausgestrahlt. In Deutschland war sie zum ersten Mal am 24. Mai 1994 in einer synchronisierten Fassung auf Sat.1 zu sehen.

## Handlung
Im Jahr 2369 bei Sternzeit 46154.2 erforscht die Enterprise den Sternenschwarm Amargosa-Diaspora. Chefingenieur La Forge möchte die Zeit, die für die Kartierung dieser Region nötig ist, verkürzen, indem er die Leistung der Schiffssensoren mit Energie aus dem Warp-Antrieb erhöht. Der erste Offizier Will Riker leidet während dieser Mission unter Schlafproblemen, die so schlimm werden, dass er zu spät zum Dienst erscheint und während einer Dichterlesung seines Freundes Data einfach einschläft. Schiffsärztin Beverly Crusher empfiehlt ihm warme Milch, doch die Schlafprobleme werden nicht besser.
La Forges Modifikation zeigt vielversprechende Ergebnisse, doch kurz nach Inbetriebnahme der verbesserten Sensoren stellt er plötzlich eine Überlastung des Energienetzes in einem Frachtraum fest. Als er dort eintrifft, findet er aber alles völlig normal vor. Anscheinend handelte es sich um einen Fehlalarm. Die seltsamen Vorfälle beginnen sich nun allerdings zu häufen. Sicherheitschef Worf will sich die Haare schneiden lassen und wird durch ein unerklärliches Gefühl von Panik erfasst, als er die Schere des Friseurs sieht. Riker hat ein merkwürdiges Gefühl der Beklemmung. La Forge, der zusammen mit Data den Frachtraum genauer untersucht, hat Probleme mit seiner Sehhilfe, dem VISOR. Er sucht Dr. Crusher auf, die eine bakterielle Infektion feststellt, die genaue Art aber nicht bestimmen kann. Als La Forge in den Frachtraum zurückkehrt, scheint es Data, als wäre er gerade erst gegangen, dabei war er 90 Minuten fort. Data fehlt jegliche Erinnerung an diese Zeit. Schließlich entdecken die beiden einen Subraum-Riss, der Tetryonen verströmt.
Riker bespricht seine seltsamen Gefühle mit Schiffsberaterin Deanna Troi. Sie lädt ihn und andere Besatzungsmitglieder, die ähnliche Erfahrungen hatten, auf das Holodeck ein, wo sie ihre verschütteten Erinnerungen visualisieren sollen. Alle haben das Bild eines Tisches im Kopf. Sie arbeiten sich Schritt für Schritt voran, bis sie sie einen Metalltisch mit einer Halterung und einem scherenartigen Aufsatz rekonstruiert haben, der in einem dunklen Raum steht. Von der Decke strahlt ein helles Licht und der Raum ist erfüllt von Klickgeräuschen. Alle sind sich sicher, schon einmal hier gewesen zu sein.
Dr. Crusher stellt fest, dass allen Personen, die merkwürdige Gefühle gemeldet haben, ein Sedativ verabreicht wurde. Captain Picard will vom Schiffscomputer wissen, ob die Mannschaft vollzählig ist, und es stellt sich heraus, dass zwei Personen fehlen: Fähnrich Rager und Lieutenant Hagler. Wie sie verschwunden sind, ist unbekannt. Kurz darauf entdeckt Dr. Crusher, dass Rikers Arm amputiert und wieder angesetzt wurde. Damit ist klar, dass eine fremde Macht am Werk ist, die Besatzungsmitglieder der Enterprise entführt. Hagler taucht nach einer Weile wieder auf, doch er ist in einem kritischen Zustand. Sein Blut wurde durch ein flüssiges Polymer ersetzt und Dr. Crusher kann nichts mehr für ihn tun.
Der Subraum-Riss im Frachtraum wird größer und droht die Enterprise zu beschädigen. La Forge will den betroffenen Bereich durch ein Eindämmungsfeld isolieren, was aber nicht funktioniert. Er sieht nur einen Weg, das Problem zu beheben: Der Riss muss geschlossen werden, indem ein Gravitonimpuls auf die Quelle der Tetryonemissionen gerichtet wird. Wo genau im Subraum sich diese Quelle befindet, ist allerdings unbekannt. Er hofft, sie zu finden, indem er Riker mit einem Sender ausstattet, den er bei seiner nächsten Entführung bei sich tragen soll. Dr. Crusher verabreicht ihm ein Mittel, das die Wirkung des Sedativs neutralisieren soll.
Riker geht zu Bett und nach einer Weile wird er durch einen Riss in den Subraum gezogen. Er findet sich in einem abgedunkelten Raum wieder und liegt auf einem Metalltisch, der große Ähnlichkeit mit dem hat, der auf dem Holodeck rekonstruiert wurde. Einige Meter neben ihm liegt die bewusstlose Rager. Mehrere außerirdische Wesen, die über Klicklaute kommunizieren, nehmen Untersuchungen an den beiden vor. Ein Signal verrät Riker, dass die Enterprise ihn lokalisiert hat. La Forge richtet den Gravitonimpuls auf seine Position. Dies hat zuerst nur einen geringen Einfluss auf den Riss und La Forge muss die Intensität erhöhen. Die Außerirdischen werden dadurch allerdings abgelenkt und versuchen, Gegenmaßnahmen zu treffen. Riker schafft es, sich und Rager zu befreien, und mit einem Sprung in den Riss gelangt er zurück in den Frachtraum der Enterprise. Nur wenige Sekunden später kollabiert der Riss endgültig, doch den fremden Wesen gelingt es noch, ein leuchtendes Etwas (vielleicht eine Sonde) hindurchzuschicken, das die Hülle der Enterprise durchdringt und im All verschwindet.
Riker konnte einige Daten aufzeichnen, die La Forge zu dem Schluss kommen lassen, dass die Wesen in ihrer Welt eine kleine Blase aus Normalraum erschaffen haben, um an der Besatzung Experimente durchführen zu können. Ihre genauen Absichten bleiben letztlich unklar. La Forge vermutet, dass sie durch seine Modifikationen an den Sensoren überhaupt erst auf die Enterprise aufmerksam geworden sind, und verfasst eine Warnung an die Sternenflotte, sein Experiment auf keinen Fall auf anderen Schiffen zu wiederholen.

## Verbindungen zu anderen Star-Trek-Produktionen
Datas Ode an Spot kommt noch einmal in Folge 6.08 (Eine Handvoll Datas) von Raumschiff Enterprise – Das nächste Jahrhundert vor.
Die außerirdische Spezies aus dem Subraum bekommt hier weder einen Namen noch eine Hintergrundgeschichte. Sie wurde auch später in keiner Serienfolge und keinem Film wieder aufgegriffen. Sie kommt jedoch in zwei nicht-kanoischen Werken vor: In dem 2010 veröffentlichten Computerspiel Star Trek Online heißt die Spezies „Solanae“. Die Solanae werden hier als Diener der Iconianer beschrieben. In dem 2015 erschienenen Roman Aus der Dunkelheit (Sight Unseen) aus der Reihe Star Trek: Titan tritt die Spezies ebenfalls unter dem Namen „Solanae“ auf, bekommt hier aber eine andere Hintergrundgeschichte.

## Produktion

### Drehbuch
In den Subraum entführt greift das Phänomen Entführung durch Außerirdische auf.
Die Geschichte enthält einige inhaltliche Ungereimtheiten. So stellt sich etwa heraus, dass die Fremden erst durch La Forges Sensorenmodifikation auf die Enterprise aufmerksam geworden sind. Dadurch bleibt aber die Ursache für Rikers Müdigkeit ungeklärt, da diese schon beginnt, bevor die Modifikationen vorgenommen werden.

### Darsteller
Lanei Chapman hat hier ihren letzten von vier Auftritten als Fähnrich Sariel Rager.
Ken Thorley hatte den bolianischen Friseur Mister Mot bereits in Folge 5.03 (Fähnrich Ro) gespielt. Er hat hier seinen letzten Auftritt in dieser Rolle. Für Folge 6.20 (Das fehlende Fragment) wurden zwar noch Szenen mit Mot gedreht, aber letztlich nicht verwendet. Mot wurde später noch in je einer Folge von Raumschiff Enterprise – Das nächste Jahrhundert und Star Trek: Picard erwähnt. Thorley spielte außerdem einen Seemann in Folge 5.26 (Gefahr aus dem 19. Jahrhundert, Teil I).
Scott Trost hatte Lieutenant Shipley (damals noch Fähnrich) bereits in Folge 2.07 (Die jungen Greise) gespielt. Er spielte außerdem einen Bajoraner in Folge 1.04 (Unter Verdacht) von Star Trek: Deep Space Nine.

### Kulissen
In dieser Folge ist eine neue Holodeck-Kulisse zu sehen, die deutlich kleiner ist als die Holodecks in früheren Folgen.

## Rezeption
Keith DeCandido bewertete In den Subraum entführt 2012 auf tor.com als eine leicht unterdurchschnittliche Folge von Raumschiff Enterprise – Das nächste Jahrhundert. Er lobte die Charaktermomente, insbesondere die kleine Nebenhandlung um Data und seine Poesie. Die Haupthandlung fand er hingegen schlecht strukturiert. Während die Holodeck-Szene sehr gut Spannung erzeuge, fehle sie im Finale weitgehend, da die Geschichte auf zu vielen erfundenen wissenschaftlichen Konzepten beruhe, wodurch ihre Auflösung eher verworren wirke. Zudem fielen ihm inhaltliche Ungereimtheiten auf, etwa Rikers Schlafprobleme betreffend.
Guy Desmarais führte In den Subraum entführt 2018 auf thegamer.com in einer Liste der 25 gruseligsten Star-Trek-Folgen auf Platz 6.
Adam Clery führte In den Subraum entführt 2020 auf whatculture.com in einer Liste der zehn gruseligsten Star-Trek-Folgen auf Platz 1.
Juliette Harrisson führte In den Subraum entführt 2020 auf der Website Den of Geek in einer Liste der gruseligsten Star-Trek-Episoden auf Platz 2.
Jake Dee führte In den Subraum entführt 2021 auf screenrant.com in einer Liste der gruseligsten Star-Trek-Episoden auf Platz 1.
Derek Draven führte In den Subraum entführt 2020 auf screenrant.com in einer Liste der 10 furchteinflößendsten Folgen von Raumschiff Enterprise – Das nächste Jahrhundert auf Platz 2.